# Mały Żabi Staw Mięguszowiecki
Mały Żabi Staw Mięguszowiecki (słow. Malé Žabie pleso Mengusovské, niem. Kleiner Froschsee, Mengsdorfer Kleiner Froschsee, węg. Kis-Békás-tó, Menguszfalvi Kis-Békás-tó) – staw położony na wysokości 1919 m n.p.m., w Dolinie Żabiej Mięguszowieckiej (odnoga Doliny Mięguszowieckiej), w słowackich Tatrach Wysokich. Pomiary wykazują, że ma on powierzchnię 1,19 ha i głębokość ok. 12,6 m. Ze stawu wypływa Żabi Potok Mięguszowiecki, który jest dopływem Hińczowego Potoku. Staw nie leży bezpośrednio przy szlaku czerwonym na Wagę i dalej prowadzącym na Rysy, ale znajduje się od niego w niewielkiej odległości. W pobliżu znajduje się Wielki Żabi Staw Mięguszowiecki, a nieco wyżej Wyżni Żabi Staw Mięguszowiecki.
Wielki Żabi Staw Mięguszowiecki otoczony jest:
- od zachodu przez Wołowiec Mięguszowiecki,
- od północy przez Wołową Turnię,
- od północnego wschodu przez Żabiego Konia i Rysy,
- od południowego wschodu przez Kopę Popradzką.

Dawniej Mały Żabi Staw był połączony z Wielkim, wał pomiędzy nimi wznosi się jedynie kilkadziesiąt centymetrów powyżej powierzchni wody.